# NGC 2512
NGC 2512 je galaksija u zviježđu Raku.

## Vanjske poveznice
- SEDS: NGC 2512